# Szemnonok
A szemnonok (vagy szennonok, latinul: semnones, sennones) nyugati germán népcsoport, a markomannok, hermundurok, kvádok és szvébek rokonai. (Nem azonosak a longobárd szenonokkal.)
Publius Cornelius Tacitus említi először őket, amikor az Elba és az Odera közti eredeti lakhelyükről Dél-Türingia környékére költöztek. Caracalla idejéig nem lépték át a római határt, később a Boden-tóig vonultak. Ekkortól az alemannok néppé alakulásában játszottak szerepet.